# Leptocera dyscola
Leptocera dyscola är en tvåvingeart som beskrevs av Rohacek 1983. Leptocera dyscola ingår i släktet Leptocera och familjen hoppflugor. Inga underarter finns listade i Catalogue of Life.